# Walter Migula
Walter Emil Friedrich August Migula, född 4 november 1863 i Zyrowa, Schlesien, död 23 juni 1938 i Eisenach, var en tysk botaniker. 
Migula blev professor i botanik 1893 i Karlsruhe och 1905 vid forstakademien i Eisenach. Han var en framstående deskriptiv kryptogamist och författade Characeen i Gottlob Ludwig Rabenhorsts "Kryptogamenflora" (1897), Synopsis der europäischen Characeen (1898), det mycket omfångsrika arbetet Kryptogamenflora (i Otto Wilhelm Thomés "Flora von Deutschland, Österreich und der Schweiz", från 1904), flera bakteriologiska arbeten, främst det stora verket System der Bakterien (två band, 1897–1900) samt Pflanzenbiologie (1909).
Auktorsnamnet Mig. kan användas för Walter Migula i samband med ett vetenskapligt namn inom botaniken; se Wikipediaartiklar som länkar till auktorsnamnet.